# Rosans
Pour les articles homonymes, voir Rosans (homonymie).
Rosans [ʁozɑ̃] est une commune française située dans le département des Hautes-Alpes en région Provence-Alpes-Côte d'Azur. La commune fait partie du parc naturel des Baronnies provençales créé en 2014.

## Géographie

### Localisation
Le village de Rosans, ancien chef-lieu de canton jusqu'aux élections départementales de mars 2015, est situé à l'extrême ouest du département des Hautes-Alpes.
Ses communes limitrophes sont :
| Cornillac (Drôme) | Pommerol (Drôme)            | Moydans               |
| Verclause (Drôme) | Rosans                      |                       |
| Lemps (Drôme)     | Montferrand-la-Fare (Drôme) | Saint-André-de-Rosans |

### Géologie et relief

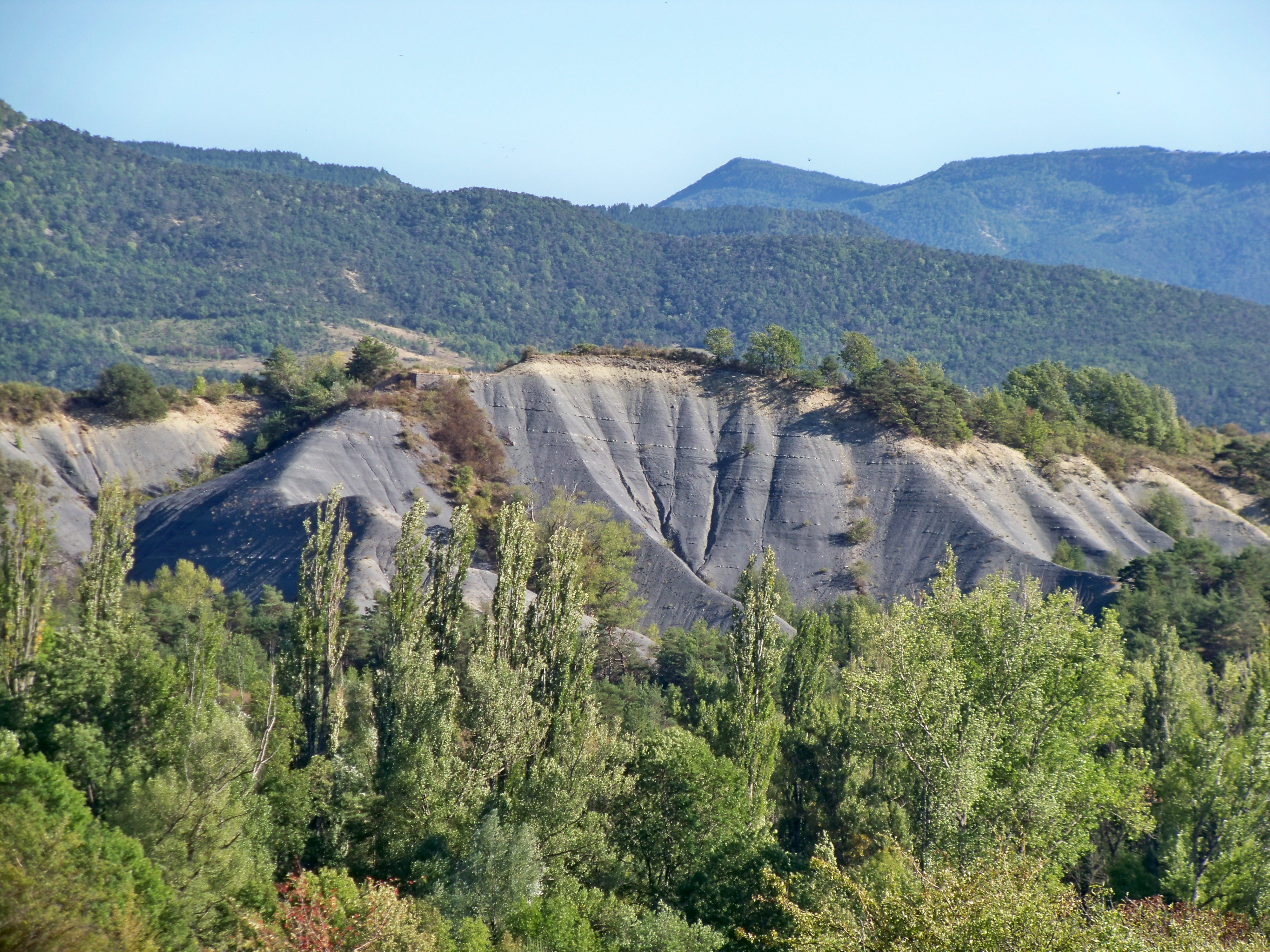
Marnes grises près de Rosans.

Le village est situé dans la partie la plus large de la vallée du Lidane. La partie nord de la commune est plus vallonnée, bordée par la Montagne de Raton, culminant à 1 473 m d'altitude, ainsi que le Fourchat.

### Hydrographie
La commune est bordée, à l'est, par la rivière Lidane, cours d'eau de 6,6 km, affluent de l'Eygues. Il est alimenté par plusieurs ruisseaux, qui traversent le territoire communal.

### Voies de communication et transports
Rosans est accessible par la route départementale 994 (ancienne route nationale 94, qui relie Nyons, dans la Drôme, à Gap, dans les Hautes-Alpes.
À l'est de la commune, la route départementale 949 continue en direction de Saint-André-de-Rosans et de Laragne-Montéglin. Le territoire communal est également traversé par les routes départementales 25, reliant du nord au sud le col de Pommerol à Montferrand-la-Fare, et 325.

### Climat
Pour des articles plus généraux, voir Climat de Provence-Alpes-Côte d'Azur et Climat des Hautes-Alpes.
En 2010, le climat de la commune est de type climat méditerranéen altéré, selon une étude du Centre national de la recherche scientifique s'appuyant sur une série de données couvrant la période 1971-2000. En 2020, Météo-France publie une typologie des climats de la France métropolitaine dans laquelle la commune est exposée à un climat de montagne ou de marges de montagne et est dans la région climatique Alpes du sud, caractérisée par une pluviométrie annuelle de 850 à 1 000 mm, minimale en été.
Pour la période 1971-2000, la température annuelle moyenne est de 10,6 °C, avec une amplitude thermique annuelle de 16,7 °C. Le cumul annuel moyen de précipitations est de 938 mm, avec 7,7 jours de précipitations en janvier et 4,8 jours en juillet. Pour la période 1991-2020, la température moyenne annuelle observée sur la station météorologique installée sur la commune est de 11,7 °C et le cumul annuel moyen de précipitations est de 826,9 mm. 
La température maximale relevée sur cette station est de 41,1 °C, atteinte le 22 août 2023 ; la température minimale est de −17,9 °C, atteinte le 12 février 2012,,.
| Mois                                  | jan.             | fév.           | mars           | avril         | mai             | juin          | jui.          | août          | sep.          | oct.            | nov.           | déc.           | année      |
| ------------------------------------- | ---------------- | -------------- | -------------- | ------------- | --------------- | ------------- | ------------- | ------------- | ------------- | --------------- | -------------- | -------------- | ---------- |
| Température minimale moyenne (°C)     | −2,2             | −2,4           | 0,6            | 3,5           | 7,3             | 10,7          | 12,7          | 12,3          | 9,2           | 6,2             | 1,7            | −1,5           | 4,8        |
| Température moyenne (°C)              | 3,5              | 4,1            | 7,6            | 10,4          | 14,4            | 18,3          | 20,9          | 20,7          | 16,6          | 12,6            | 7,3            | 3,8            | 11,7       |
| Température maximale moyenne (°C)     | 9,1              | 10,6           | 14,6           | 17,4          | 21,5            | 26            | 29,2          | 29,1          | 24            | 19              | 12,9           | 9,1            | 18,5       |
| Record de froid (°C) date du record   | −16,5 18.01.1987 | −17,9 12.02.12 | −14,3 02.03.05 | −7,2 08.04.21 | −2,9 05.05.1991 | 1,3 03.06.06  | 3,9 17.07.00  | 4 30.08.1998  | −1 29.09.1993 | −6,2 30.10.1997 | −12 23.11.1998 | −15,4 18.12.10 | −17,9 2012 |
| Record de chaleur (°C) date du record | 21,5 10.01.15    | 25,7 27.02.19  | 26,1 23.03.19  | 29,5 21.04.18 | 33,9 22.05.22   | 39,7 28.06.19 | 39,4 24.07.19 | 41,1 22.08.23 | 35,5 16.09.19 | 33,5 08.10.23   | 24,8 07.11.15  | 20,4 30.12.21  | 41,1 2023  |
| Précipitations (mm)                   | 60               | 44,8           | 53,9           | 67,5          | 66,1            | 57,8          | 49            | 57,7          | 92,4          | 107             | 103,1          | 67,6           | 826,9      |

| Diagramme climatique                                  |              |             |             |             |            |            |              |           |          |              |             |
| J                                                     | F            | M           | A           | M           | J          | J          | A            | S         | O        | N            | D           |
| 9,1−2,260                                             | 10,6−2,444,8 | 14,60,653,9 | 17,43,567,5 | 21,57,366,1 | 2610,757,8 | 29,212,749 | 29,112,357,7 | 249,292,4 | 196,2107 | 12,91,7103,1 | 9,1−1,567,6 |
| Moyennes : • Temp. maxi et mini °C • Précipitation mm |              |             |             |             |            |            |              |           |          |              |             |

Les paramètres climatiques de la commune ont été estimés pour le milieu du siècle (2041-2070) selon différents scénarios d'émission de gaz à effet de serre à partir des nouvelles projections climatiques de référence DRIAS-2020. Ils sont consultables sur un site dédié publié par Météo-France en novembre 2022.

## Urbanisme

### Typologie
Au 1er janvier 2024, Rosans est catégorisée commune rurale à habitat dispersé, selon la nouvelle grille communale de densité à 7 niveaux définie par l'Insee en 2022.
Elle est située hors unité urbaine et hors attraction des villes,.

### Occupation des sols
L'occupation des sols de la commune, telle qu'elle ressort de la base de données européenne d’occupation biophysique des sols Corine Land Cover (CLC), est marquée par l'importance des forêts et milieux semi-naturels (76,8 % en 2018), en diminution par rapport à 1990 (80,9 %). La répartition détaillée en 2018 est la suivante : 
milieux à végétation arbustive et/ou herbacée (40 %), forêts (31,7 %), terres arables (11,3 %), zones agricoles hétérogènes (9,7 %), espaces ouverts, sans ou avec peu de végétation (5,1 %), prairies (2,2 %).
L'évolution de l’occupation des sols de la commune et de ses infrastructures peut être observée sur les différentes représentations cartographiques du territoire : la carte de Cassini (XVIIIe siècle), la carte d'état-major (1820-1866) et les cartes ou photos aériennes de l'IGN pour la période actuelle (1950 à aujourd'hui).

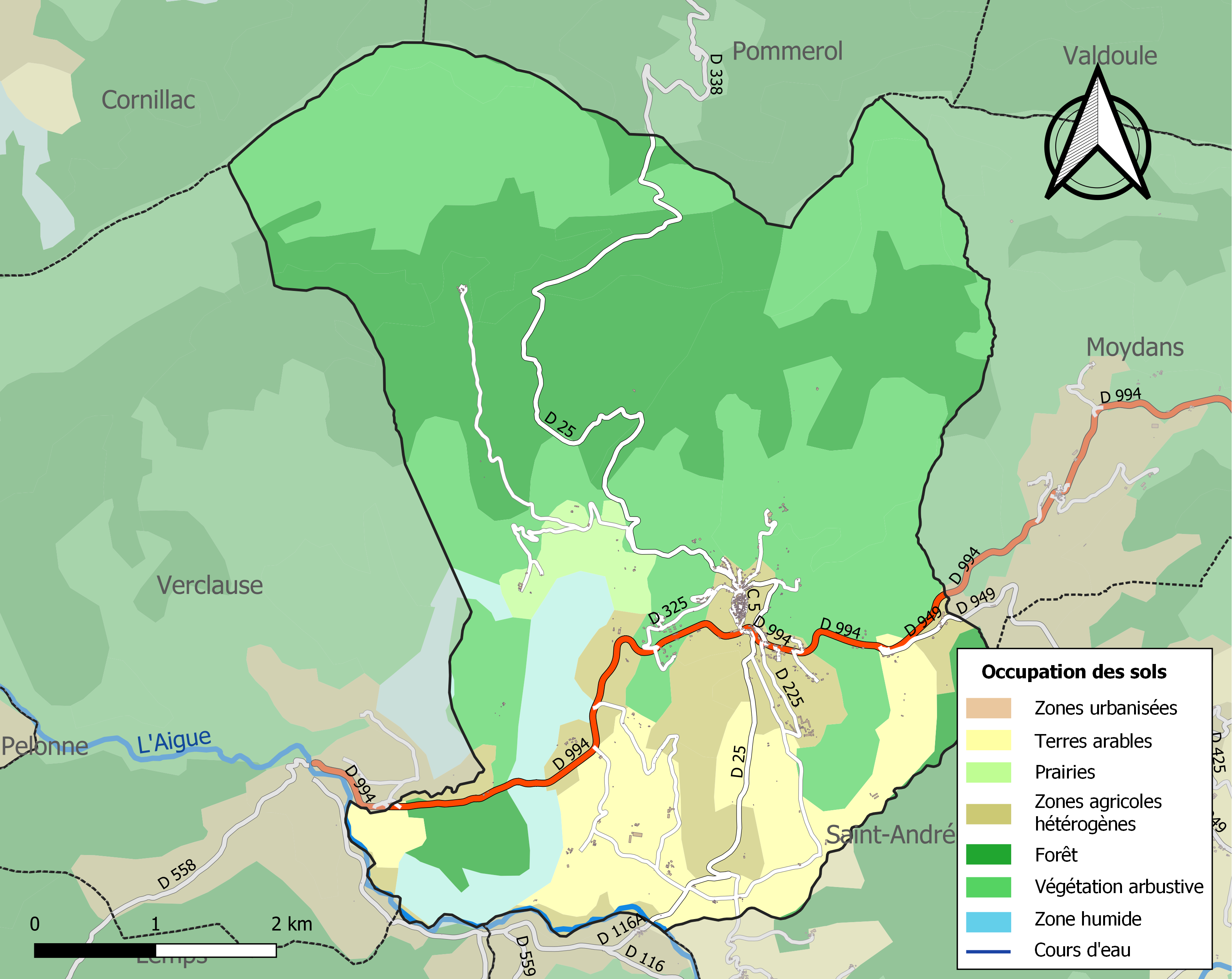
Carte de l'occupation des sols de la commune en 2018 (CLC).

## Toponymie
Le nom de la localité est cité sous les formes Pagus Rosanensis en 988 dans les archives de l'abbaye de Cluny, Rosanum dès 1027, Villa de Rosants dans les archives delphinales.

## Histoire
Bâti en amphithéâtre sur le versant d'une colline, Rosans est l’antique capitale du Pagus Rosanensis[réf. nécessaire], devenu chef-lieu de canton.
Il a été occupé par les Sarrasins du commencement du IXe au Xe siècle. En 1256 Jordan de Rosans et Dragonnet de Montauban assiègent Montalin de Bruis dans Rosans. La guerre se termine par un traité fait par l'entremise du Dauphin du Viennois et l'évêque de Gap le 25 décembre, avec Montalis de Bruix. Ancien fief dépendant des Mévouillon, Rosans est annexé au Dauphiné avec toute la baronnie, en 1317.
Affreusement ravagée en 1390 par Raymond de Turenne à la tête de ses bandes provençales, Rosans est le théâtre de nombreux combats pendant les Guerres de religion. Montbrun, huguenot, s'en empara en 1574.
Durant la Seconde Guerre mondiale, dans la France occupée par les forces armées du IIIe Reich et gouvernée par le Régime de Vichy trente-trois jeunes juifs âgés de 13 à 20 ans hébergés dans le centre d'accueil du Lastic, sont raflés par la gendarmerie française le 26 août 1942 en envoyés vers les camps de la mort nazis. Seuls deux d'entre eux survivent.
Dans le contexte de la fin de la guerre d'Algérie, Rosans accueille 28 familles de harkis en février 1964, installées dans un hameau de forestage en lisière du village. Sous l'impulsion de son maire de l'époque, Raymond Hugues, Rosans fut la seule commune française à se porter volontaire pour accueillir des harkis.
C'est également le premier village à accueillir une famille de réfugiés syriens en novembre 2015.[réf. nécessaire]

## Politique et administration

### Tendances politiques et résultats
Aux élections municipales de 2008, tenues au scrutin majoritaire du fait d'une population inférieure à 3 500 habitants (493 en 1999), Mme Josy Olivier a été élue maire au second tour à la suite du conseil municipal du 21 mars 2008, qui avait désigné trois adjoints. Le taux de participation dépassait 90 %.
Au premier tour des élections municipales de 2014, toujours tenu au scrutin majoritaire, quatre sièges manquaient. Un second tour a donc été organisé, mobilisant 287 votants au lieu de 350 sur les 400 inscrits.

### Administration municipale
En 2011, Rosans comptait 512 habitants. Le conseil municipal comptait alors quinze membres (article L. 2121-2 du Code général des collectivités territoriales) ; tenu le 4 avril 2014, il a réélu Josy Olivier au poste de maire et désigné quatre adjoints.

### Liste des maires
| Période                                  | Période      | Identité                  | Étiquette | Qualité                                                                               |
| ---------------------------------------- | ------------ | ------------------------- | --------- | ------------------------------------------------------------------------------------- |
| Les données manquantes sont à compléter. |              |                           |           |                                                                                       |
| 1947                                     | 1992         | Raymond Hugues            | SFIO-PS   | Conseiller général du canton de Rosans                                                |
| 1992                                     | 1996         | Marinette Bessière        |           |                                                                                       |
| 1996                                     | mars 2001    | Frédéric Pinet            | UDF       | Conseiller général du canton de Rosans                                                |
| mars 2001                                | mars 2008    | Nicolas Rosin             | PS        | Ancien conseiller général du canton de Rosans                                         |
| mars 2008                                | juillet 2020 | Josy (ou Josiane) Olivier | DVG       | Retraitée de l'enseignement                                                           |
| juillet 2020                             | En cours     | Lionel Tardy,             | App. PCF  | Cadre de la fonction publique Suppléant de la députée Marie-José Allemand depuis 2024 |

### Intercommunalité
Rosans a fait partie, de 1994 à 2016, de la communauté de communes interdépartementale des Baronnies. Celle-ci a fusionné avec d'autres communautés de communes voisines pour constituer, le 1er janvier 2017, la communauté de communes du Sisteronais Buëch.

## Population et société

### Démographie
L'évolution du nombre d'habitants est connue à travers les recensements de la population effectués dans la commune depuis 1793. Pour les communes de moins de 10 000 habitants, une enquête de recensement portant sur toute la population est réalisée tous les cinq ans, les populations de référence des années intermédiaires étant quant à elles estimées par interpolation ou extrapolation. Pour la commune, le premier recensement exhaustif entrant dans le cadre du nouveau dispositif a été réalisé en 2007.

En 2022, la commune comptait 496 habitants, en évolution de +3,33 % par rapport à 2016 (Hautes-Alpes : +0,4 %, France hors Mayotte : +2,11 %).
| 1793 | 1800 | 1806 | 1821 | 1831 | 1836 | 1841 | 1846 | 1851 |
| ---- | ---- | ---- | ---- | ---- | ---- | ---- | ---- | ---- |
| 910  | 800  | 911  | 725  | 818  | 820  | 816  | 824  | 874  |

| 1856 | 1861 | 1866 | 1872 | 1876 | 1881 | 1886 | 1891 | 1896 |
| ---- | ---- | ---- | ---- | ---- | ---- | ---- | ---- | ---- |
| 823  | 803  | 862  | 785  | 814  | 782  | 770  | 745  | 703  |

| 1901 | 1906 | 1911 | 1921 | 1926 | 1931 | 1936 | 1946 | 1954 |
| ---- | ---- | ---- | ---- | ---- | ---- | ---- | ---- | ---- |
| 752  | 666  | 676  | 570  | 524  | 522  | 519  | 418  | 372  |

| 1962 | 1968 | 1975 | 1982 | 1990 | 1999 | 2006 | 2007 | 2012 |
| ---- | ---- | ---- | ---- | ---- | ---- | ---- | ---- | ---- |
| 387  | 488  | 515  | 502  | 506  | 493  | 521  | 523  | 505  |

| 2017 | 2022 | - | - | - | - | - | - | - |
| ---- | ---- | - | - | - | - | - | - | - |
| 468  | 496  | - | - | - | - | - | - | - |

### Enseignement
Rosans dépend de l'académie d'Aix-Marseille. Elle gère une école primaire publique, où 30  élèves sont scolarisés.

### Santé
Les hôpitaux les plus proches sont le centre hospitalier de Sisteron, situé à 57 km dans les Alpes-de-Haute-Provence, et le centre hospitalier de Valréas, situé à 55 km dans le Vaucluse.

## Économie

### Agriculture
- Huile essentielle de lavande de Haute-Provence AOC.

## Culture locale et patrimoine

### Lieux et monuments
- Rosans a conservé son caractère féodal avec ses rues et ses impasses à arceaux.
- Château de Lesdiguières.
- Église Saint-Jacques-le-Majeur de Rosans.
- Chapelle Saint-Gabriel de Rosans.
- Ancienne église Saint-Arey de Rosans.
- La Tour carrée de Rosans, construite avec des blocs de pierre taillés, attire encore l'attention malgré les mutilations qui l'ont considérablement abaissée et détériorée. En diamant, ses murs ont quatre mètres d'épaisseur et chaque mur de la Tour Carrée regarde l'un des quatre points cardinaux de sorte que lorsque trois de ses côtés sont dans l'ombre, elle marque l'heure de midi. Cette tour, appelée à tort « Tour Sarrasine », n'est pas un spécimen de l'architecture mauresque dans le Midi de la France. L'édifice est inscrit au titre des monuments historiques en 1932[31].

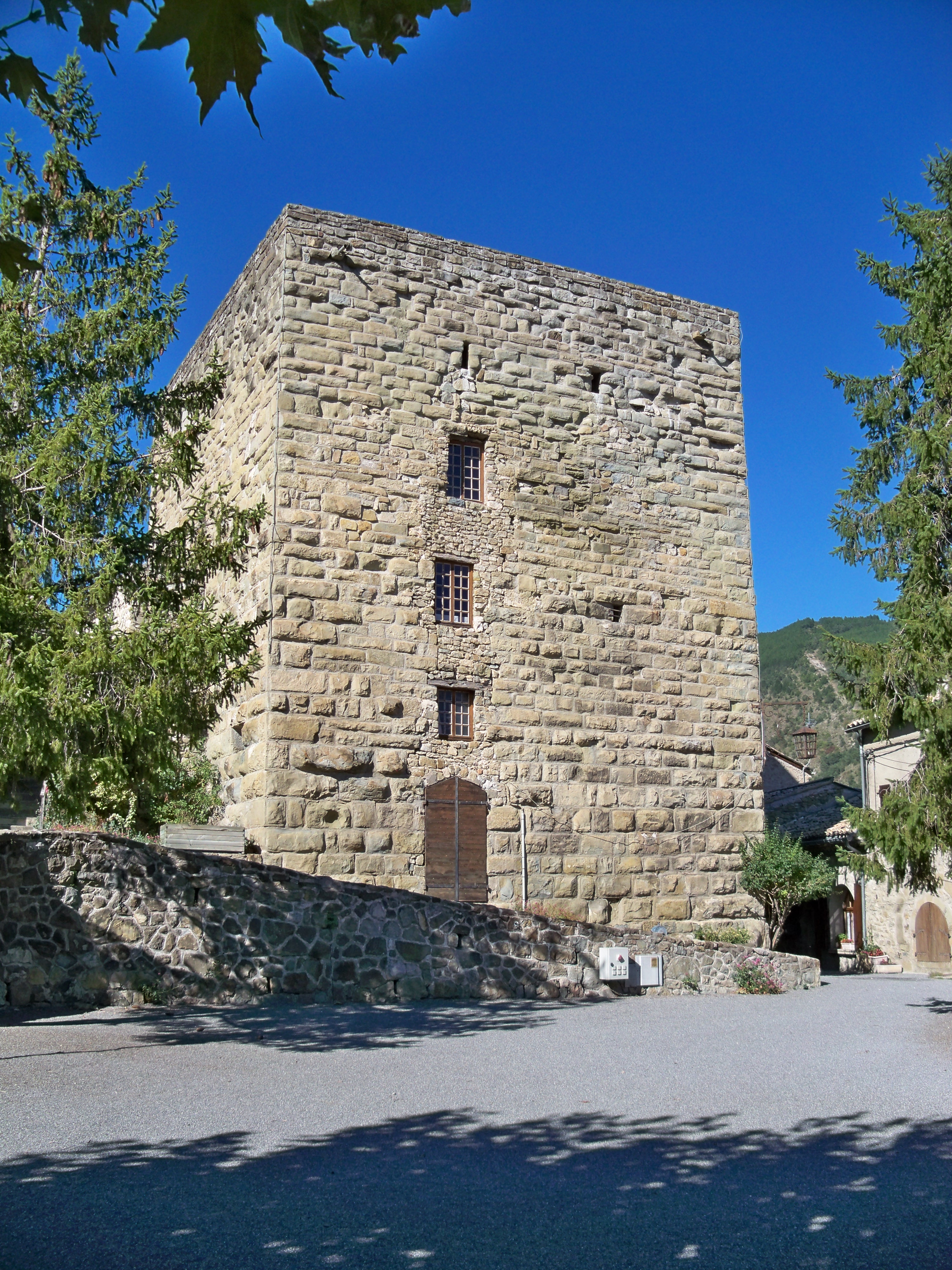
Tour carrée.
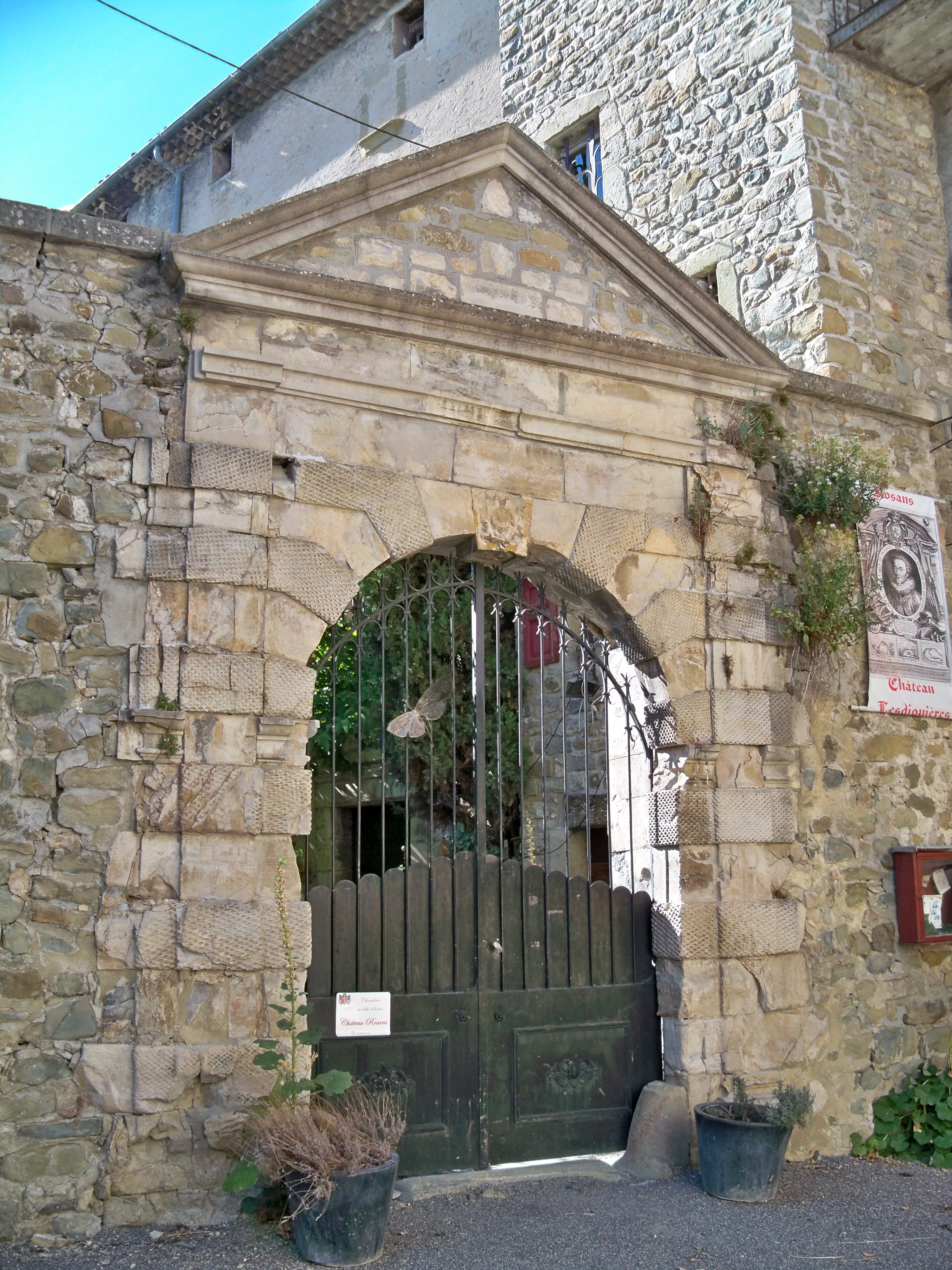
Portail du château.
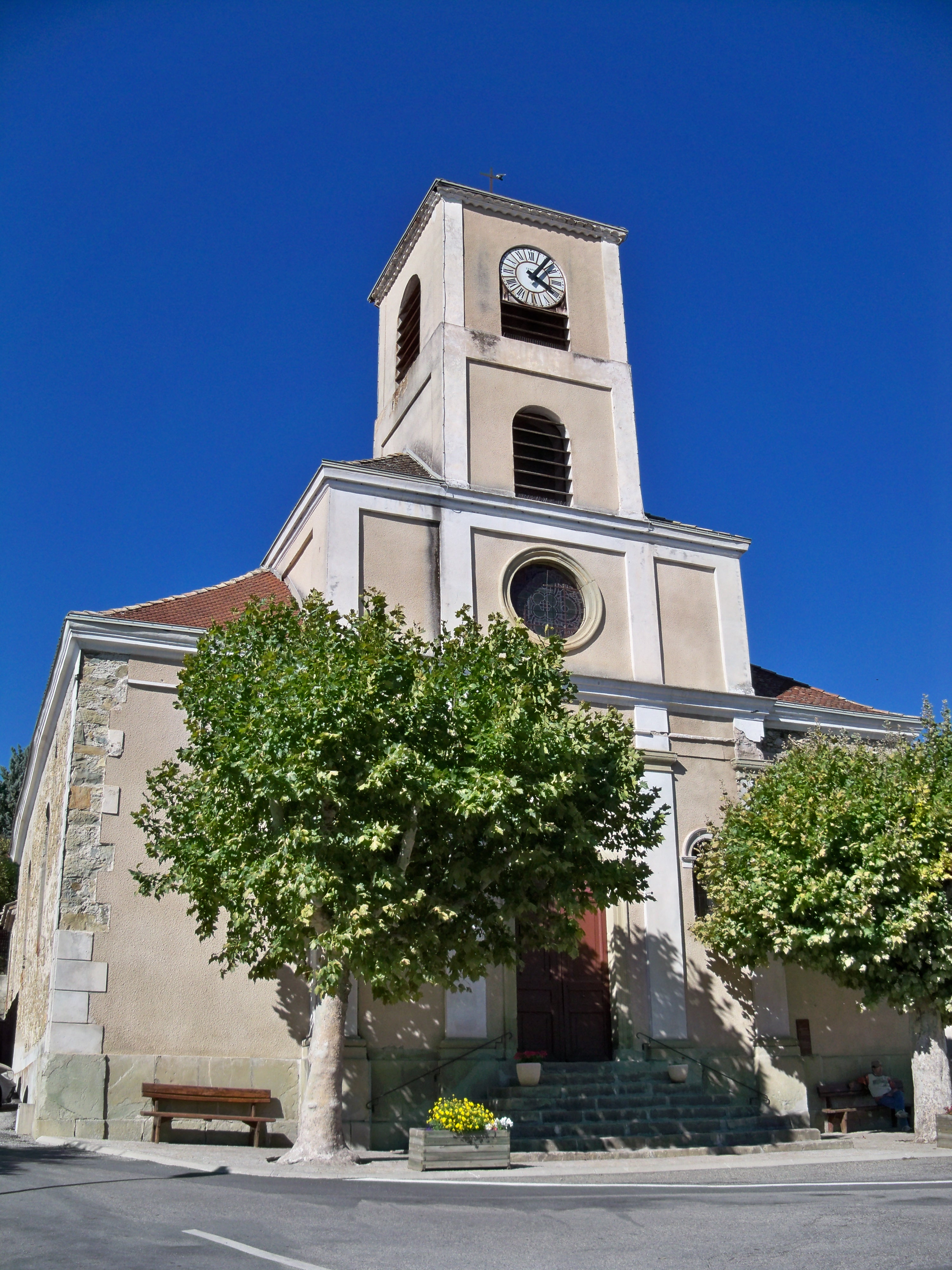
Église.

### Personnalités liées à la commune
- Rosans, ou sa proche région, serait le pays de naissance de Pierre de Bruys.
- Éric Guirado y tourne son film Le Fils de l'épicier, sorti en 2007.
- Jean Perret, artiste-peintre, y vécut et y travailla au XXe siècle, s'inspirant largement du village et des paysages qui l'environnaient.

### Héraldique
| Blason de Rosans | Blason  | D'azur à trois roses d'argent, au chef d'or,.    |
| Blason de Rosans | Détails | Le statut officiel du blason reste à déterminer. |